# Oneworld
Oneworld er verdens tredjestørste alliance af flyselskaber efter Star Alliance og SkyTeam. 
Det blev etableret i 1999 af American Airlines, British Airways, Cathay Pacific, Canadian Airlines og Qantas.
Alliancens medlemmer flyver fra 727 lufthavne i 142 lande. Årligt bliver der transporteret 330 millioner passagerer med 2200 forskellige fly.